# 풍기향교 대성전 동·서무
풍기향교 대성전 동·서무(豊基鄕校 大成殿 東·西廡)는 경상북도 영주시 풍기읍 교촌리에 있는 조선시대의 건축물이다. 1985년 10월 15일 경상북도의 유형문화재 제211호로 지정되었다.

## 개요
향교는 훌륭한 유학자를 제사하고 지방민의 유학교육과 교화를 위하여 나라에서 지은 교육기관이다
원래는 군서쪽 8리에 있던 것을 중종 37년(1542)에 주세붕이 이곳으로 옮겨 지은 후 숙종 18년(1692)에 다시 옛터로 되옮겼다가 영조 11년(1735)에 현재의 위치로 옮겼다.
남아있는 건물로는 공부하는 곳인 명륜당, 향교를 관리하던 교직사, 사당 출입문인 내삼문, 사당인 대성전과 동·서무 등이 있다. 특히 대성전과 동·서무의 벽과 창호가 특이해 고풍스럽다.
조선시대에는 국가로부터 토지와 전적·노비 등을 받아 학생들을 가르쳤으나, 갑오개혁(1894) 이후 제사만 지내고 있다.
다른 향교에 비해 많은 전적을 보관하고 있으며, 특히 이 지방 향토사연구의 귀중한 자료를 많이 제공하고 있는 유서 깊은 곳이다.

## 참고 자료
- 풍기향교<대성전동.서무> - 국가유산청 국가유산포털